# (532) Геркулина
(532) Геркулина (лат. Herculina) — один из крупнейших астероидов главного пояса, который принадлежит к светлому спектральному классу S и входящий в двадцатку самых крупных астероидов главного пояса.

## Открытие
Он был открыт 20 апреля 1904 года немецким астрономом Максом Вольфом в обсерватории Хайденберг и первоначально получил временное обозначение 1904 NY. Точное происхождение этого названия неизвестно, возможно, он получил своё имя в честь мифологического Геракла или женщины, названной в честь него. Большая часть астероидов, открытых Вольфом в этот год получили имена оперных персонажей, возможно, так было сделано и на этот раз, либо же оно было взято из какого-то другого неизвестного нам источника.

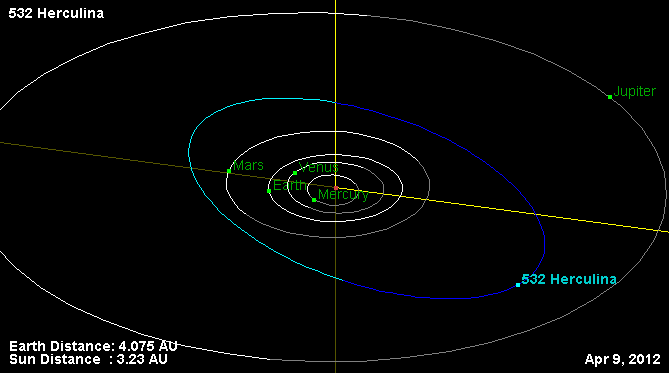
Орбита астероида Геркулина и его положение в Солнечной системе

## Физические характеристики
На протяжении почти десяти лет учёным никак не удавалось установить форму этого астероида. Неоднократно получаемые кривые блеска долгое время не могли дать однозначного ответа на этот вопрос. Набор кривых блеска, полученных в 1982 году, выявил как минимум три основных оси симметрии астероида, соответствующих 260, 220 и 215 км. На основе анализа этих данных в 1985 году был сделан вывод о не сферической форме объекта с одним светлым пятном, в то время как позднее, в 1987 году, на основании данных фотометрической астрометрии астероид был признан сферическим с двумя тёмными пятнами, что в свою очередь было опровергнуто в 1988 году по результатам исследования инфракрасного излучения. В итоге в конце 1980-х годов была принята модель, которая на основании альбедо и основных топографических особенностей поверхности описывала астероид как тело неправильной формы с тремя осями симметрии.
Фотометрические исследования последних лет (2002) позволяют с уверенностью утверждать, что Геркулина не является сферическим астероидом, а имеет «блочную» форму. Этот анализ указывает на наличие нескольких крупных структур сходных с теми, которые были обнаружены на астероиде (253) Матильда, но серьёзных вариаций альбедо при этом выявлено не было. Предложенные соотношения осей составляющие 1 : 1,1 : 1,3 в целом примерно соответствуют предложенным ранее моделям, но являются чуть более вытянутыми.

## Спутник
После наблюдения затмения Геркулиной звезды SAO 120774 в 1978 году, она стала первым астероидом, который заподозрили в наличии у него спутника. Предполагалось, что при размере основного тела 216 км спутник должен иметь в диаметре примерно 45 км и вращаться вокруг него на расстоянии в 1000 км Однако после тщательного изучения этого астероида в 1993 году с помощью космического телескопа Хаббла повторно обнаружить этот спутник так и не удалось.